# Marco Antonio Cavazzoni
Marco Antonio Cavazzoni, także Marco Antonio da Bologna lub Marco Antonio Cavazzoni da Urbino (ur. ok. 1490 w Bolonii, zm. ok. 1560 w Wenecji) – włoski kompozytor i organista. Ojciec Girolamo Cavazzoniego. 
Początkowo działał w Bolonii, później na dworze kardynała Pietro Bembo w Urbino i Padwie. W latach 1511–1517 oraz 1522–1524 przebywał na dworze Francesca Cornaro w Wenecji, zaś między 1520 a 1521 rokiem w służbie papieża Leona X w Rzymie. Przypuszczalnie w 1528 roku osiadł na stałe w Wenecji. Był śpiewakiem w bazylice św. Marka. Od 1536 do 1537 roku przypuszczalnie był również organistą w Chioggii.
Należy do prekursorów samodzielnej muzyki organowej. W swoich kompozycjach, pomimo ówczesnych ograniczeń wynikających z budowy instrumentów, starał się wykorzystywać możliwości polifonicznej gry na organach, przedkładając brzmienie i urozmaicenie faktury utworu nad ścisłe przestrzeganie reguł kontrapunktycznych. Zbiór utworów Cavazzoniego, obejmujący dwa ricercary oraz opracowania dwóch motetów i czterech chansons, ukazał się drukiem w Wenecji w 1523 roku. W rękopisie pozostał jeszcze jeden ricercar oraz msza. Największe znaczenie posiadają ricercary Cavazzoniego, należące do utworów nieimitacyjnych. Zastosowana została w nich technika ewolucyjnego rozbudowywania fraz akordowo-figuracyjnych.